# Procopius quaerens
Procopius quaerens là một loài nhện trong họ Corinnidae.
Loài này thuộc chi Procopius. Procopius quaerens được Roger de Lessert miêu tả năm 1946.